# Float Fall
Float Fall is een Belgisch muziekduo uit Brussel bestaande uit Rozanne Descheemaeker en Ruben Lefever. Ze maken dream- en fluisterpopachtige indiemuziek met een vleugje elektronica. Het duo werd 3e in Humo's Rock Rally 2012 en lanceerde toen ook hun single "Someday", die in België een hit werd en een tijdlang in De Afrekening van Studio Brussel stond. Hierna zijn ze buiten België op tournee gegaan, onder andere ook in New York. In augustus 2013 werden ze aanbevolen door de invloedrijke muziekblogger Perez Hilton.
Op 24 september 2021 brachten ze hun debuut album Float Fall uit. Dit werd ook hun laatste album. 
Op 21 maart 2023 kondigde de band aan dat ze stoppen. Op 24 maart dat jaar brachten ze nog een bedanking Ep uit. Een paar singels uit hun album die ze herwerkt hebben. 